# Martijn Tusveld
Martijn Tusveld (* 9. September 1993 in Utrecht) ist ein niederländischer Radrennfahrer.

## Sportlicher Werdegang
Mit dem Wechsel in die U23 wurde Tusveld Mitglied im Rabobank Development Team, für das er bis 2016 startete. 2015 wurde er Dritter beim Piccolo Giro di Lombardia, 2015 und 2016 jeweils Zweiter bei Paris–Tours Espoirs. Seinen ersten Sieg bei einem internationalen Rennen konnte er im Jahr 2016 auf der zweiten Etappe der Istrian Spring Trophy erzielen, die er als Zweiter der Gesamtwertung beendete.
Bereits im Jahr 2016 bekam Tusveld die Möglichkeit, als Stagiaire für das damalige Team Giant-Alpecin zu starten. Da er keinen Anschlussvertrag bekam, wechselte zur Saison 2017 zunächst zum UCI ProTeam Roompot-Nederlandse Loterij, bevor er zur Saison 2018 doch einen Vertrag beim Team Sunweb bekam. Für das Team nahm er 2018 mit der Vuelta a España erstmals an einer Grand Tour teil. Bis 2022 folgten noch zweimal die Vuelta a España, zweimal der Giro d’Italia und 2022 erstmals die Tour de France, bei denen er ein wichtiger Helfer in den Bergen war. Sein einziger zählbarer Erfolg im Trikot von DSM ist bisher der Gewinn der Bergwertung bei der Tour des Alpes-Maritimes et du Var 2021.
Nachdem sein Vertrag beim Team DSM nach der Saison 2024 nicht verlängert worden war, blieb Tusfeld zunächst ohne Team. Erst im Februar 2025 wurde er Mitglied bei BEAT Cycling.

## Erfolge
2013
- Nachwuchswertung Rhône-Alpes Isère Tour

2016
- Bergwertung Ronde van Midden Nederland
- Nachwuchswertung Tour de Normandie
- eine Etappe Istrian Spring Trophy

2018
- eine Etappe Hammer Hong Kong

2021
- Bergwertung Tour des Alpes-Maritimes et du Var

## Grand-Tour-Platzierungen
| Grand Tour            | 2018 | 2019 | 2020 | 2021 | 2022 | 2023 | 2024 |
| --------------------- | ---- | ---- | ---- | ---- | ---- | ---- | ---- |
| Giro d’ItaliaGiro     | –    | –    | 26   | –    | 43   | DNF  | –    |
| Tour de FranceTour    | –    | –    | –    | –    | 63   | –    | –    |
| Vuelta a EspañaVuelta | 80   | 26   | –    | 34   | –    | –    | 63   |